# Jean-Marc Foltz
Jean-Marc Foltz (* 1968 in Strasbourg) ist ein französischer Klarinettist (auch Bassklarinette), der sowohl im Bereich der zeitgenössischen Musik als auch des Jazz aktiv ist.

## Wirken
Foltz absolvierte eine klassische Ausbildung auf der Klarinette und studierte am  CNR/Conservatoire Strasbourg bei Armand Angster. Mehr als zehn Jahre lang gehörte er zum Ensemble intercontemporain sowie zum Ensemble Accroche Note; auch arbeitete er mit der MusikFabrik NRW, dem Ensemble United Instruments of Lucillin (Luxemburg) sowie bei Alternance (Paris) und interpretiert zeitgenössische Stücke von Komponisten wie Georges Aperghis, Pierre Boulez, Pascal Dusapin oder Giacinto Scelsi. Daneben spielte er im Orchestre Régional de Jazz d‘Alsace bzw. dem Jazztett von Bernard Struber. Seit 2001 arbeitete er im Duo und Trio mit Stéphan Oliva und Bruno Chevillon sowie mit Raymond Boni, Joe McPhee und Latif Chaarani. Er gehörte zum Quintet Improvista und zu Claude Tchamitchians Gruppe Lousadzak. Weiterhin konzertierte er mit dem Pianisten Bill Carrothers oder dem Trio de Clarinettes, mit denen auch Tonträger entstanden. 2005 gründete er sein eigenes Trio mit Sébastien Boisseau und Christophe Marguet, mit dem er in Europa und in Lateinamerika auftrat und für das er auch komponiert. Mit dem Gitarristen Philippe Mouratoglou arbeitete er in unterschiedlichen Konstellationen zusammen und gründete das Label Vision Fugitive.
Angesichts seines Albums Gershwin urteilte France Musique über Foltz: „Vertraut mit großen Brüchen, so komfortabel im post-romantischen Repertoire, zeitgenössischer Musik wie im abenteuerlichsten Jazz, ist Jean-Marc Foltz ein bündnisfreier Multi-Klarinettist, treu dem wegweisenden Ansatz von Michel Portal, der neue Schönheiten aus Gershwins Repertoire zu zaubern vermag“.
Foltz unterrichtet an der Académie supérieure de musique de Strasbourg, der Académie Opus XXI und dem CNSMD in Lyon.

## Diskographische Hinweise
- Jean-Marc Foltz / Matt Turner / Bill Carrothers: To the Moon (Ayler Records, 2010)